# Kyle Rote
William Kyle Rote Jr. (Dallas; 25 de diciembre de 1950) es un exfutbolista estadounidense que jugó como delantero. Jugó siete temporadas en la North American Soccer League y fue internacional en cinco ocasiones con Estados Unidos entre 1973 y 1975.

## Trayectoria
Se mudó a Sewanee para jugar en su equipo de fútbol y en 1969, durante un amistoso entre el club amateur vinculado a Highland Park High School, los Black Bandits, contra los Dallas Tornado, Ron Newman se fijó en él y tres años más tarde debutó en el equipo. La militancia en el Tornado se prolongó hasta la temporada de 1978.
En 1979, se mudó al Houston Hurricane por 250.000 dólares, con lo que alcanzó los octavos de final del torneo y se retiró del fútbol.

## Palmarés

### Distinciones individuales
| Distinción                                         | Año  |
| -------------------------------------------------- | ---- |
| Novato del año de la North American Soccer League  | 1973 |
| Máximo goleador de la North American Soccer League | 1973 |